# Stanley Mandelstam
Stanley Mandelstam (* 12. Dezember 1928 in Johannesburg, Südafrika; † 23. Juni 2016) war ein in Südafrika geborener US-amerikanischer theoretischer Physiker.

## Leben und Werk
Stanley Mandelstam wurde am 12. Dezember 1928 in Johannesburg als Sohn einer Lehrerin und eines aus Lettland ausgewanderten Händlers geboren. Er wuchs in Glencoe auf und besuchte die High School in Dundee.
Mandelstam studierte in Witwatersrand bis 1952 und am Trinity College der Universität Cambridge bis 1954 (Bachelor-Grad). 1956 wurde er an der Universität Birmingham promoviert. 1960–1963 war er Professor für mathematische Physik in Birmingham und ging dann nach Berkeley, wo er 1994 emeritiert wurde. Dazwischen war er 1979/1980 und 1984/1985 Gastprofessor an der Universität Paris-Süd.
Bekannt ist Mandelstam für seine Arbeiten über Dispersionsrelationen in der Elementarteilchenphysik (Mandelstam-Darstellung der Streuamplituden durch doppelte Dispersionsrelationen, 1958). Seit den 1970er Jahren beschäftigte er sich mit Stringtheorie und untersuchte u. a. die n-loop Stringamplituden und die Wegintegral-Beschreibung von Strings. Ein weiteres Arbeitsfeld von ihm waren ab den 1970er Jahren mögliche Confinement-Mechanismen in Yang-Mills-Theorien. Schon in den 1960er Jahren entwickelte er eine neue Quantisierungsmethode für Yang-Mills und Gravitations-Theorien.
Er war seit 1962 Fellow der Royal Society und seit 1992 der American Academy of Arts and Sciences. 1991 erhielt er die Dirac-Medaille (ICTP), 1992 den Dannie-Heineman-Preis für mathematische Physik. Außerdem wurden nach ihm die Mandelstam-Variablen benannt.

## Schriften
- Determination of pion nucleon scattering amplitudes from dispersion relations and unitarity. In: Physical Review. Band 112, 1958, S. 2344, doi:10.1103/PhysRev.112.1344 (Mandelstam-Variablen).
- mit Wolfgang Yourgrau: Variational principles in dynamics and quantum theory. Pitman 1960. Neuauflage: Dover 2007, ISBN 0-486-45888-1.
- Quantum electrodynamics without potentials. In: Annals of Physics. Band 19, 1962, S. 1–24.
- Quantization of the gravitational field. In: Annals of Physics. Band 19, 1962, S. 25.
- Feynman rules for electromagnetic and Yang-Mills fields from the gauge-independent field theoretic formulation. In: Physical Review. Band 175, 1968, S. 1580–1604.
- Dual resonance models. In: Physics Reports. Band 6, 1974, S. 259–353.
- General introduction to confinement. In: Physics Reports. Band 67, 1980, S. 109–121.